# Gordius guatemalensis
Gordius guatemalensis är en djurart som tillhör fylumet tagelmaskar, och som beskrevs av Linstow 1902. Gordius guatemalensis ingår i släktet Gordius, och familjen Gordiidae. Inga underarter finns listade i Catalogue of Life.